# یوونتوس سنتر
مرکز یوونتوس (انگلیسی: Juventus Center) (به‌طور خلاصه به نام "وینووو") زمین تمرین باشگاه یوونتوس است، که در وینووو واقع در ۱۴ کیلومتری جنوب غربی شهر تورین واقع شده‌است. این زمین تمرین در مساحت ۱۴۰٬۰۰۰ متر مکعب، در اوت ۲۰۰۶ افتتاح شد.
- امکانات:

در این مرکز محیط‌های آموزشی و پزشکی بسیار پیشرفته وجود دارد. این محل شامل ۹ زمین فوتبال است، دو زمین آن دارای چمن مصنوعی است. یک سالن سرپوشیده همراه با وسایل تمرینی، محل برای فیزیوتراپی، یک استخر شنا و ساختمان‌های دیگر برای مربیان و سایر موارد. در ساختمان دوم وینووو، شبکه تلویزیونی و اسپانسرهای باشگاه مستقر هستند، اتاق جلسات، فعالیت‌های تجاری، اتاق کنفرانس مطبوعاتی نیز در این ساختمان قرار دارند. انتظار می‌رود یوونتوس سنتر در آینده به خانه آکادمی باشگاه و محل استقرار تیم بانوان یوونتوس تبدیل شود.